# Вуте
Вуте (вуте, вутере, буте, бабуте, мфуте) — народ Камеруна, проживающий в верховьях реки Санага. Говорят на языке вуте группы бенуэ-конго. Народ вуте, в свою очередь, делится на группы: вуте, вава, галим, суга. Численность данной этнической группы составляет примерно 40 тыс. человек. Вуте — в основном мусульмане-сунниты. Основу социальной организации составляют большесемейные общины. Брак вирилокальный.

## Основные занятия
Традиционные занятия — разведение крупного рогатого скота (зебу), ручное земледелие (просо, ямс, таро, сорго). Сохраняются домашние ремёсла — плетение корзин, изготовление утвари.

## Одежда
Традиционная одежда — передники, украшения.

## Пища
Основная пища — каши, овощи, молоко.

## Фольклор
Развит фольклор: предания, легенды, сказки, песни, пословицы.